# Бакит (Майлуу-Суу)
Футбольний клуб «Бакит» (Майлуу-Суу) або просто «Бакит» (кирг. Футбол клубу «Бакит» Майлы-Суу) — киргизський футбольний клуб, який представляє місто Майлуу-Суу Джалал-Абадської області.

## Хронологія назв
- 1997: «Алга» (Майлуу-Суу)
- 1998: «Світлотехніка» (Майлуу-Суу)
- 2007: ФК «Майлуу-Суу»
- 2008: «Бакит» (Майлуу-Суу)

## Історія
Футбольний клуб «Алга» було засновано в місті Майлуу-Суу в 1997 році. В 1997 році команда стартувала в розіграші Кубку Киргизстану, в якому дісталася 1/16 фіналу. В 1998 році змінив назву на «Світлотехніка» (Майлуу-Суу) та дебютував у Топ-лізі, в якій посів 10-те місце в групі Б, однак до фінальної частини чемпіонату не потрапив. В 1998, 1999, 2001, 2002 та 2005 роках брав участь в розіграшах Кубку Киргизстану. В 2007 році змінив назву на ФК «Майлуу-Суу» та знову розпочав виступи в національному кубку. В 2008 році знову змінив назву, цього разу на «Бакит» (Майлуу-Суу) та продовжив виступи в національному кубку, в якому того року дійшов до 1/16 фіналу.

## Досягнення
- Топ-Ліга (Група Б)
  - 10-те місце (1): 1998

- Кубок Киргизстану
  - 1/8 фіналу (3): 1998, 1999, 2001

## Відомі гравці
- Суйнали Алибаєв
- Асилбек Бабатаєв
- Шекербек Байтаєв
- Валерій Бєлов
- Дмитро Горобченко
- Гафуржан Ісманов
- Максатбек Калдаров
- Анатолій Кислов
- Сергій Костин
- Алмазбек Кудаяров
- Сергій Левчев
- Турсунбай Мамажанов
- Руслан Маннабов
- Руслан Мінгазов
- Іхтіяр Муйдинов
- Алмазбек Мурзаєв
- Ілля Пархоменко
- Азамжан Рахімов
- Кадирбек Ташкараєв
- Бахтияр Халієв